# Korpus Landsturmu Posen
Korpus Landsturmu Posen – korpus składający się z Polaków, wcielonych do armii niemieckiej podczas I wojny światowej
Korpus Posen był wchodził w skład 9. Armii. Dowodził nim generał Fritz Koch von Herrenhausen. Liczył 4 brygady Landsturmu (wojsko pospolitego ruszenia) - razem około 23 000 żołnierzy i 48 dział.

## Skład
- 83 Dywizja Piechoty
  - Brygada Landsturmu Posen 1 - późniejsza 165 Brygada Piechoty
  - Brygada Landsturmu Posen 2 - późniejsza 166 Brygada Piechoty
- 84 Dywizja Piechoty
  - 12 Brygada Zapasowa - późniejsza 167 Brygada Piechoty
  - Brygada Landsturmu Posen 4 - późniejsza 168 Brygada Piechoty